# Saurita mecrida
Saurita mecrida är en fjärilsart som beskrevs av Druce 1889. Saurita mecrida ingår i släktet Saurita och familjen björnspinnare. Inga underarter finns listade.